# 细梗耳草
细梗耳草（学名：Hedyotis tenuipes）为茜草科耳草属下的一个种。

## 扩展阅读
維基物種上的相關：细梗耳草